# Adonisea packardii
Adonisea packardii là một loài bướm đêm trong họ Noctuidae.